# Escuela granadina de escultura

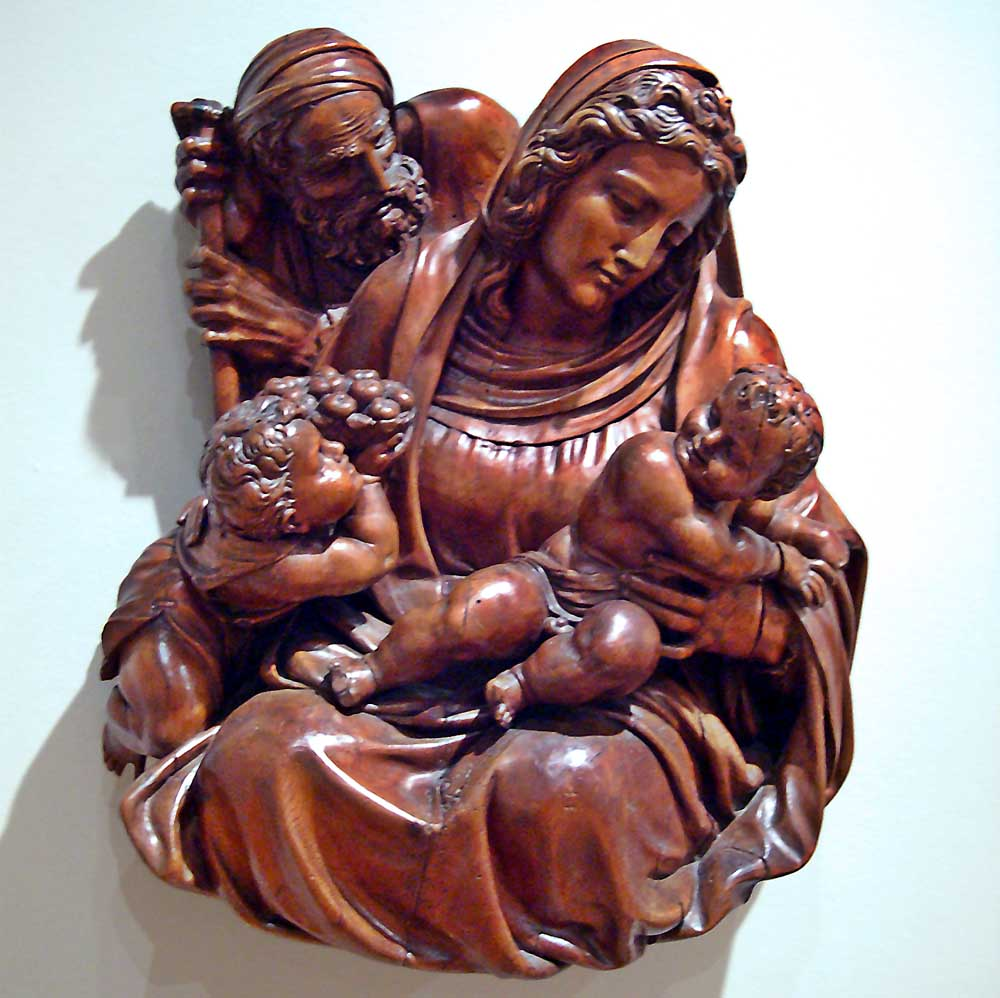
Sagrada Familia. Obra de Diego de Siloé actualmente en el Museo Nacional de Escultura de Valladolid.

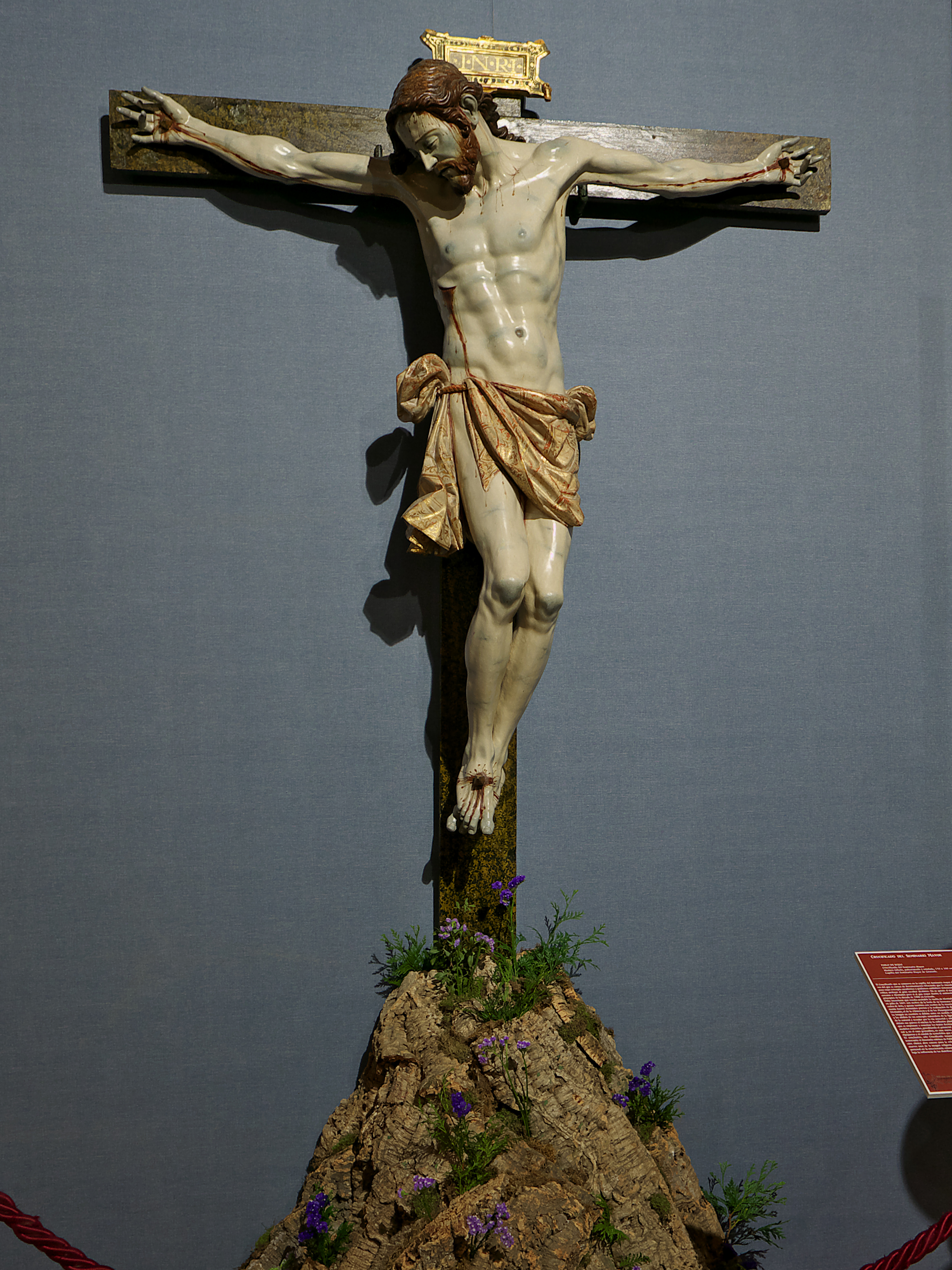
Crucificado del Seminario Mayor de Granada. Pablo de Rojas (h. 1580)

La Escuela Granadina de Escultura va definiéndose a través del siglo XVI, hasta concretarse plenamente en el siglo XVII. La extraordinaria actividad artística desarrollada en la Granada renacentista, con la presencia de grandes artistas nacionales y extranjeros, fue la que preparó la base para que surgiera esta escuela de escultura. 
Los nombres que marcan los tres momentos de iniciación, desarrollo y culminación de esos rasgos granadinos son, respectivamente, Diego de Siloé, Pablo de Rojas y Alonso Cano. Los rasgos fijados por el estilo del último son los que propiamente atribuimos a la escuela granadina.

## Siglo XVI
Las imágenes góticas traídas a Granada en la época de los Reyes Católicos, aunque centraran la devoción, no pudieron actuar en el desarrollo de una escultura local. Fue la actividad aludida de los años del Emperador la que, teniendo como núcleo inicial las obras reunidas o realizadas en la Capilla Real, actuó en el desarrollo de la vida artística de Granada. La tumba de los Reyes Católicos, obra de Fancelli; la de Don Felipe y Doña Juana, debida a Bartolomé Ordóñez; el gran retablo -renovador de traza y de concepción escultórica- hecho por Felipe Bigarny y los trabajos como la «Encarnación» y el «Entierro de Cristo» -hoy en el Museo- debidos a Jacobo Florentino, constituían realizaciones maestras de nueva y variada orientación. A ello hay que unir la inmensa obra que realiza Siloé, especialmente en el monasterio de S. Jerónimo y en la Catedral; y como foco, más aislado, la labor de decoración del Palacio de Carlos V, en la que interviene Nicolao de Carte, el flamenco Antonio de Leval y el discípulo del primero, Juan de Orea, en el que se une un vigoroso realismo con un sentido de la composición y del movimiento de estilo italiano. 
De todos los artistas citados es Siloé el que, no solo por su afincamiento en la ciudad, sino por la potencia y variedad de su arte, logró atraer y crear un grupo de seguidores con quienes se inicia una escuela local. El más fiel continuador fue Diego de Aranda; pero los que dan la nota más personal son Baltasar de Arce y Diego de Pesquera. El primero con su «Cristo a la columna» de la iglesia de los Hospitalicos, que nos ofrece una figura de violento movimiento concentrado, típicamente manierista, pero de intensidad expresiva prebarroca. Con más brío y grandiosidad se muestra en la figura central del fragmentado retablo mayor de la iglesia de S. Cristóbal. 
Pesquera, formado en Roma según Gómez Moreno, vino a trabajar con Siloé, logrando dentro del estilo de éste acentuados efectos de finura de modelado con rasgos expresivos de tierna y desmayada sensibilidad. Trabajó en la Catedral, y destaca entre su obra la portada de la Sala capitular, con figuras de Virtudes en las que se extreman dichos rasgos. El artista pasó después a Sevilla y se pierde su huella en 1580.
Los contactos con dicha ciudad, en un intercambio de artistas e influencias, constituyen un rasgo distintivo de los decenios finales del siglo XVI. Así, como ejemplo importantísimo para el desarrollo de ambas escuelas, tenemos que destacar el monumental retablo del monasterio de San Jerónimo realizado hacia 1585. Se ha atribuido a Vázquez el Mozo, pero muy bien pudiera ser obra del granadino Melchor de Turín -o Torines- que se inició en Sevilla en el taller de Vázquez el Viejo, con quien colaboró después en alguna obra importante. Responde su estilo a un templado manierismo, seducido por la composición clara y la noble belleza de tipos y actitudes.

## SigloXVII
A ese momento corresponde Rodrigo Moreno, del que sabemos hizo un «Crucificado» para Felipe II y que se dice fue maestro de Pablo de Rojas, figura esta que marca el paso a una nueva época y el surgir de la gran imaginería andaluza. Centró la actividad escultórica de Granada y fue maestro de Juan Martínez Montañés, quien conserva rasgos de esta formación. 
A Rojas corresponde en 1605 la ampliación del citado retablo, donde trabajan también sus colaboradores. De ellos destaca Martín de Aranda, que recoge su arte, aunque sin su vigor y nobleza, y, sobre todo, Bernabé de Gaviria, con quien evoluciona su estilo con una libertad, brío y dinamismo de aliento barroco. Conocemos por Gómez Moreno algunas fechas de su actividad entre 1603 y 1622 en que murió. De sus obras destaca de lo conservado el colosal «Apostolado» en madera dorada -terminado en 1614- en la Capilla mayor de la Catedral. Las diez figuras que realizó sorprenden por la grandiosidad de sus tipos y la valentía y dinamismo de sus gestos y actitudes, que si en algunos casos suponen una complicación violenta manierista, otras tienen una impetuosidad de movimientos de pleno barroco. También se conoce por contrato celebrado en Granada el 25 de mayo de 1615, conservado en el Archivo del Colegio Notarial de Granada, el encargo de la imagen de Nuestra Señora de las Nieves patrona de Gabia, por el entonces alcalde ordinario del lugar de Gaviar la Grande, don Luis Sánchez de Castro. En dicho contrato se estableció la cantidad de 36 ducados para la ejecución de la obra y que se utilizara como modelo: la ymaxen de Nuestra Señora de la Antigua que esta en el convento del señor San Agustín, de esta ciudad, en la capilla de don Francisco de Castilla, veinticuatro de esta ciudad
Como contemporáneos de Rojas hemos de destacar también a los hermanos Miguel  y Jerónimo Francisco García que, desligados de la vida de los talleres, trabajaban juntos y que ya en 1600 eran famosos, sobre todo por sus esculturas de barro. Sobresale entre todo lo que se les atribuye un importante grupo de Ecce-Homos, de gran variedad de tipos y todos ellos de cuidada técnica y honda emotividad. Unos son de muy pequeño tamaño, finísimos de modelado y policromía; pero en contraste se nos ofrece el de la Cartuja, mayor que el natural, donde se hermanan formas nobles y musculosas con detalles de observación realista, acordes con una intención devocional popular. La estrecha relación con esta obra obliga a atribuirles el grandioso «Crucificado» de la Sacristía de la Catedral que constituye el antecedente inmediato del «Cristo de la Clemencia» de Montañés.
Con ecos de estos artistas, pero con directo y fuerte entronque con el arte de Rojas, se ofrece el escultor Alonso de Mena, que marca con su estilo un proceso de observación naturalista, si bien de un realismo estático de lo externo con gestos impasibles. Vivió hasta 1646 y en su taller, centro de la actividad artística granadina, se formaron su hijo Pedro, Bernardo de Mora y Pedro Roldán. Los primeros encargados del taller a la muerte de Alonso, y asimismo otros múltiples discípulos mediocres, cambiaron su estilo con la vuelta de Alonso Cano a Granada en 1652. El estilo de este gran maestro se impuso de manera decisiva y tiránica en todas las artes. Así, el joven Mena evolucionó de acuerdo con este influjo, aunque dando una vigorosa nota personal de intenso realismo. Tras de él como último gran discípulo destaca José de Mora, hijo de Bernardo, que estiliza los tipos y sutiliza la expresión hasta la ensoñación mística. Con su hermano Diego el arte canesco se hace superficial y decorativo; pero de él brota con brío el arte de José Risueño, que vuelve a Cano y estudia directamente el natural, dando una nota de sobrio realismo, pero con sensibilidad abierta también a la gracia y belleza delicada.

## Siglo XVIII
Independiente de los ecos del barroco italiano y del rococó francés, Torcuato Ruiz del Peral, mantiene los tipos granadinos, sobre todo de José de Mora, pero buscando nuevos efectos compositivos y expresivos en los que se une la suavidad de rostros con el vigoroso movimiento de grandes pliegues con violentos efectos de policromía. Se explica que tallara la imagen más procesional de toda la escuela, cual es la «Virgen de las Angustias» de S. María de la Alhambra. Entre su variada producción destacaba el conjunto de pequeñas figuras de la sillería de coro de la catedral de Guadix -destruido en 1936-, donde realizó otras obras importantes. Junto a lo citado, su mejor creación en Granada es el «S. José con el Niño de la mano» en su iglesia parroquial. Su taller fue de gran actividad hasta su muerte en 1773. 
Procedente del mismo taller hay que citar a Agustín de Vera Moreno, menos personal en su arte, pero con algunos aciertos, sobre todo en imágenes de San José -en las Carmelitas Calzadas-. Destacó sobre todo en la escultura en piedra, como vemos en las imágenes hechas para la iglesia del Sagrario y el trascoro de la Catedral, y falleció en 1760.
Los demás escultores que trabajan en Granada en los años de Peral y Vera dan una nota análoga, pero con escasa personalidad. Así Juan José Salazar, Ramiro Ponce de León, Pedro Tomás Valero y Martín José Santisteban. De sentido distinto es la obra del pintor y escultor Diego Sánchez Sarabia, de culta formación y académico de número de la Real de S. Fernando.
Entre 1714 y 1718 trabajó en Granada y dejó buenas obras el cordobés Pedro Duque Cornejo, pero su vigoroso arte, con aparatosidad barroca de ascendencia italiana, dejó escasa huella en la obra de todos esos escultores nombrados. Tampoco pesó en la evolución de la escuela la venida en 1780 del escultor francés Miguel Verdiguier, que trabajó en la Catedral en los relieves de su fachada y en la capilla de S. Cecilio, con arte que marca el paso del rococó al neoclasicismo. Menos aún pesó el arte del escultor neoclásico Juan de Adan, que trabajó en la Catedral, y tras de él el catalán Jaime de Folch, aunque se pueda recordar al granadino discípulo del primero Pedro Antonio Hermoso, muerto en 1830. 
La escuela granadina continuó su evolución con modestos artistas seguidores de Peral, entre los que destaca Felipe González, cuyas obras enlazan con la de su hijo Manuel, que vive hasta mediados del siglo XIX y que nos ofrece imágenes como el «Niño Nazareno» del convento de los Ángeles y la «Soledad» de la iglesia de S. Domingo, que creeríamos ser obras de mediados del siglo anterior. Se produce como una vuelta a Cano y sus discípulos, rasgo que perdura en la imaginería hasta en los escultores barristas en la segunda mitad del siglo XIX, Francisco Morales y Fernando Marín, con familiares y discípulos que siguen el arte de ambos y que mantienen los rasgos de la escuela hasta finalizar el siglo. Entre estos últimos destacan Pablo de Loyzaga y su discípulo José Navas-Parejo como últimos exponentes de esta escuela.